# Scot Breithaupt
Scot Alexander Breithaupt (Long Beach, California, 14 de julio de 1957 - Indio, California, 5 de julio de 2015) fue un emprendedor, piloto profesional de Motociclismo MX y Bicicleta Motocross (BMX) de la "vieja escuela" y padre fundador de BMX en 1970, cuyos principales años competitivos fueron de 1970 a 1984. Muchos lo consideran, de alguna manera uno de los fundadores de "Old School BMX", una era desde aproximadamente 1969 a 1987 o 1988, desde sus inicios hasta justo después de su primera caída importante en popularidad entre 1985 y 1988. Las carreras comenzaron a aumentar en participación nuevamente alrededor 1988–89 y se considera el comienzo de Mid School BMX, aproximadamente 1988–2000.

## Trayectoria
Breithaupt fue un pionero de BMX, quizás el inventor de su infraestructura moderna. Primero organizó lo que se llamaba Pedal-Cross en ese momento el 14 de noviembre de 1970, y estableció una pista en un terreno baldío en Long Beach, California. También fundó lo que podría llamarse el primer organismo sancionador de BMX de cualquier tipo, la Bicycle United Motocross Society (B.U.M.S). Breithaupt, que era un corredor de MX adolescente para Yamaha, estableció características organizativas en torno a sus carreras de la misma manera que lo hicieron los organismos sancionadores posteriores: libros de reglas, un sistema de puntos, una estructura de niveles de habilidad, una temporada de carreras, trofeos y promociones de carreras especiales que fueron el prototipo para los nacionales. Produjo el primer Campeonato del Estado de California en 1972. 
Breithaupt adaptó estas estructuras de organismos sancionadores de motocross como la AMA, CMC y AME, al igual que otros pioneros como Ernie Alexander, fundador de la Asociación Nacional de Bicicletas (NBA) y George Esser (fundador de la Liga Nacional de Bicicletas (NBL) —Ambos, como Breithaupt, tenían raíces en el motocross como corredores o promotores, Breithaupt fue el primero en hacerlo en BMX, a la edad de 13 años.
Su apodo era "OM" para "Viejo", en parte porque era mayor en un momento en que el BMX era visto como una actividad preadolescente y preadolescente. A fines de la década de 1970, hizo cosas más allá de su corta edad: promover carreras, giras nacionales, enseñar clínicas de carreras, seminarios de seguridad para el C.P.S.C. y comenzar y asesorar a empresas siendo aún adolescente. Más tarde, se convirtió en una broma corriente en cuanto a la edad que tenía. En la edición de enero de 1975 de Cycle Illustrated en su informe sobre las Finales de la Copa de Oro de Bicicleta de Yamaha (también conocido como el Campeonato de Motocross de Bicicleta del Estado de California), que Breithaupt conceptualizó, promovió y construyó una pista personalizada, lo incluye como un joven de 17 años. 
A los 17 años, su edad aún no se había convertido en un chiste, aunque no pudo participar en las finales de la serie Yamaha Bicycle Gold Cup-irónicamente ya que era el promotor de la carrera- porque fue descalificado después de una victoria en la Clase Expert en la primera. carrera de clasificación en Birmingham High School en Van Nuys, California con Brian Ramocinski declarado ganador. Esta fue la primera de las tres carreras de clasificación previas a la final que se celebrará en septiembre de 1974. Solo aquellos de 16 años o menos podían participar y él había cumplido 17 entre el momento en que se inscribió en la carrera y el día en que se celebró la carrera de clasificación celebrada el 20 de julio de 1974.
Cumplió 17 años el 14 de julio de 1974, seis días antes de la carrera. Esto hace que su año de nacimiento sea 1957, y lo hace 13 cuando comenzó a organizar carreras en Long Beach en noviembre de 1970. De hecho, otros nueve corredores en el evento tenían más de 16. De hecho, el patrocinador de Ramocinski, Dirtmasters, y su gerente general Mike Devitt protestaron Breithaupt. Una confirmación adicional llegó en la página 11 de la edición de noviembre de 1975 de Bicycle Motocross News, que describía a Breithaupt como un "dínamo de 18 años".
Además, en la segunda parte de una serie de cuatro partes de entrevistas realizadas por BMXUltra.com, se describe al Sr. Breithaupt y SE Racing en respuesta a una pregunta "¿Cuándo empezaste en SE?" bromea "Empecé SE Racing a mediados de 1977 cuando tenía 14 años". Por supuesto, la broma es que, si es cierto, ayudó a inventar BMX en 1970 cuando tenía siete años.
Él diseñó el Saddleback Park B.M.X. Track en Orange County, California, Westminister BMX, City of Walnut BMX, Signall Hill BMX, Escape Country, y también colaboró con el gobierno municipal de La Palma, California para diseñar la pista de La Palma Youth Village BMX, y también Fountain Valley Boys y Pista de Girls Club. Logros significativos para un adolescente desde cualquier punto de vista. En años posteriores, Breithaupt diseñó y construyó Narler Park en Long Beach, California, la primera pista con una sección profesional separada. También fue el sitio de las últimas Grandnacionales de la Asociación Nacional de Bicicletas (NBA) en diciembre de 1982.
Fue una historia en Popular Mechanics en 1974 por Mike Anson, titulada "Promotional Genius at 16." En sus primeros años, Breithaupt promovió una serie de carreras, tanto independientes como en conjunto con la naciente NBA. Fue contratado como su Director Nacional de Relaciones Públicas en 1975 y anunció muchos de sus eventos más importantes, incluidos los Grandes Nacionales de Shimano de 1975, en los que no participó debido a lesiones. También produjo y promovió el primer Pro BMX @Saddleback Park en 1975. Breithaupt participó en prácticamente todos los aspectos del BMX: competir, promover, anunciar, diseñar pistas, fabricar, patrocinar y gestionar equipos. Incluso participó en la fundación y guio la existencia de las cuatro publicaciones fundadoras de BMX; Bicycle Motocross News donde escribió algunos de los primeros artículos y fue el primer corredor entrevistado por una publicación nacional de BMX. Fue escritor colaborador y probador de productos del personal en Minicylce / BMX Action, ** más tarde conocido como Super BMX, cuando comenzó a hacer la transición de la cobertura combinada de miniciclos y carreras de BMX a los informes de BMX solamente.
Fue uno de los primeros escritores del personal de Bicycle Motocross Action, publicó un artículo editorial mensual y cofundó BMX Plus on Jim Stevens. Después de dejar las carreras para dedicar más tiempo a su empresa, SE Racing, se convirtió en una de las organizaciones más innovadoras en el nicho de la industria del BMX. Al menos dos productos de cuadros de bicicleta concebidos a mediados de la década de 1970 sobreviven hoy en el mercado en forma modernizada: el Quadangle y el P.K. Ripper, el primero conocido por su configuración altamente distintiva, el otro por ser el primer cuadro de bicicleta de aluminio verdaderamente exitoso. Son vendidos por SE Racing, ahora conocido como Sports Engineering Racing, hasta el día de hoy, mucho después de que muchos marcos de las épocas de 1970 y 1980, queridos pero ahora obsoletos, se hayan convertido en piezas de museo queridas. Sobre esto había una persistente nube oscura sobre Breithaupt; el del uso indebido de drogas, que lo acompañaba desde la década de los ochenta y estaba ligado a la prematura pérdida de su padre. 
Ha resultado en su encarcelamiento en tres ocasiones diferentes aunque estaba en su quinto año de recuperación en abril de 2010. Comenzó las primeras Clases Cruiser de rueda grande (26 pulgadas) con los cuerpos sancionadores, atrayendo a más adultos al deporte. Incluso estableció récords de salto de larga distancia en bicicleta (asistido por ser remolcado por una motocicleta). Participó en el inicio del primer intento del Gremio Profesional de un corredor en 1976. La lista continúa. El hecho de que sea uno de los primeros campeones del deporte organizado (Campeón Nacional de la NBA en 1976) es casi una nota al pie. Muchas de las primeras estrellas del deporte pueden rastrear los inicios de su carrera hasta Long Beach B.U.M.S. de Breithaupt. curso. 
En 1978 en la pista de Carson, California, llamada Runway porque estaba al lado del parque de patinetas, Breithaupt corrió carreras autorizadas por la NBS. Hizo todo el trabajo, desde promocionar hasta configurar la pista y registrar los resultados. Realizó la primera carrera profesional en la pasarela autorizada por la NBA, que ganó Harry Leary, pilotando para la fábrica JMC. El primer nacional celebrado en Saddleback en 1979 fue ganado por Stompin 'Stu Thomsen fresco en el equipo SE Racing. Puede que no haya sido el primero en participar en una carrera de BMX, pero sería muy difícil encontrar a otra persona que haya dejado una huella más grande en el deporte.
El 4 de julio de 2015 a los 57 años, fue encontrado muerto en un terreno baldío en Indio el sábado. El era un adicto a las drogas, principalmente a la cocaína, que comenzó a los 20 años y nunca se detuvo, fue la ruina de Breithaupt. A la edad de 24 años vivió sus últimos días como un vagabundo.